# Nikolaus Hirschl
Nikolaus „Mickey” Hirschl (ur. 20 marca 1908 w Wiedniu, zm. 10 października 1991) – austriacki zapaśnik. Dwukrotny medalista olimpijski z Los Angeles.
Walczył w obu stylach. Zawody w 1932 były jego jedynymi igrzyskami olimpijskimi. Zdobył brązowe medale w obu stylach w wadze ciężkiej, powyżej 87 kilogramów. 